# Rastislav Pavlikovský
Rastislav Pavlikovský (* 2. März 1977 in Dubnica nad Váhom, Tschechoslowakei) ist ein ehemaliger slowakischer Eishockeyspieler, der mit der slowakischen Nationalmannschaft die Weltmeisterschaft 2002 gewinnen konnte.

## Karriere
Pavlikovský stammt aus dem Nachwuchs des HC Dukla Trenčín, für den er in der Spielzeit 1993/94 in der slowakischen Extraliga debütierte. Anschließend wurde er von den Sault Ste. Marie Greyhounds beim CHL Import Draft 1994 an insgesamt zwölfter Stelle ausgewählt. Er blieb seinem Heimatverein aber bis 1997 treu und wechselte während der Saison 1997/98 in die amerikanischen Minor Leagues. Dort ging er für verschiedenen Teams der International Hockey League und American Hockey League aufs Eis. Während des NHL Entry Draft 1998 wurde Pavlikovský von den Ottawa Senators in der neunten Runde an insgesamt 246. Stelle gedraftet, kam aber nur beim Farmteam der Senators, den Grand Rapids Griffins, zum Einsatz. 2000 kehrte er wieder nach Europa zurück und schloss sich dem Elitserien-Verein HV71 Jönköping an. Weitere Stationen in der höchsten Spielklasse Schwedens waren der Leksands IF, Mora IK sowie MODO Hockey Örnsköldsvik.
Für die Spielzeit 2002/03 wechselte er erneut nach Nordamerika und unterschrieb einen Vertrag bei den Houston Aeros aus der AHL, mit denen er am Saisonende die AHL-Meisterschaft erreichte. Danach kehrte er nach Schweden zurück. Zu den ZSC Lions kam der Slowake vor der Saison 2006/07 und absolvierte dort in zwei Spielzeiten 73 NLA-Partien, in denen er insgesamt 53 Scorerpunkte erzielte.
Für die Saison 2008/09 verpflichtete ihn das Management des HK Sibir Nowosibirsk aus der Kontinentalen Hockey-Liga. Nach der Saison war er zunächst vereinslos, bevor er im November 2009 vom HC BENZINA Litvínov als Probespieler verpflichtet wurde. Nach zwei Spielen für den Club verließ er diesen wieder. Im Dezember des gleichen Jahres wurde er vom schwedischen Zweitligisten Örebro HK unter Vertrag genommen. Die Saison 2010/11 verbrachte er in der Elitserien bei AIK Solna. Zur folgenden Spielzeit unterzeichnete der Slowake beim schwedischen Zweitligisten Mora IK, bevor er im Dezember 2011 zum AIK Solna zurückkehrte. Anschließend spielte er in schneller Folge für den Linköping HC, Dukla Trenčín, Kalevan Pallo und den MHK Dubnica, wo er 2017 seine Karriere beendete.

### International
Pavlikovský begann früh in seiner Karriere, sein Heimatland bei internationalen Turnieren zu vertreten. Zunächst spielte er für die U18- und U20-Junioren der Slowakei, bevor er 2002 in den Kader für die Olympischen Winterspiele in Salt Lake City berufen wurde. Im gleichen Jahr nahm er an der Weltmeisterschaft teil, bei der er mit der slowakischen Auswahlmannschaft die Goldmedaille gewann. Weitere WM-Teilnahmen folgten 2004 und 2006 sowie eine Teilnahme am World Cup of Hockey 2004.

## Erfolge und Auszeichnungen
- 1995 Bester Torschütze der Junioren-B-Europameisterschaft
- 1997 Slowakischer Meister mit dem HC Dukla Trenčín
- 1997 Bester Vorlagengeber der Junioren-Weltmeisterschaft (gemeinsam mit Ľubomír Vaic)
- 1998 IHL All-Star Game
- 2002 Goldmedaille bei der Weltmeisterschaft
- 2003 Calder-Cup-Gewinn mit den Houston Aeros